# Marina Pettersson
Britt Ingrid Marina Pettersson, född 16 september 1955 i Karlstad, är en svensk politiker (socialdemokrat), som var riksdagsledamot 1997–2010.
Hon är till yrket legitimerad sjuksköterska och började som ersättare i Sveriges riksdag 1997. I sjukvården har hon bland annat arbetat som ambulansvårdare och narkossköterska. Hon har även under en period arbetat som vårdlärare för VO12. Hon bor i Filipstad. Hon har varit ledamot av Värmlands läns landstings styrelse och landstingsfullmäktige 1990–1998.
Hon fick 2006 plats i socialutskottet där hennes ansvarsområden blev folkhälsa HIV/AIDS och smittskydd. Hon var ersättare i näringslivsutskottet 2002-10-08 – 2006-10-02.
Övriga uppdrag i hemlänet Värmland var Länsförsäkringskassan i Värmland [när?], SAP Värmland[när?], Internationella kommittén i kvinnodistriktet (2006), ersättare i kommunfullmäktige Filipstad (2006). De nya utskottsplatserna 2006 är: Ersättare i EU nämnden och ordinarie ledamot i socialutskottet. 
Hon har haft[när?] plats nr 44 för Värmland. De uppdrag hon har 2014 är ordförande för värmlandskooperativ och 2.a vice ordförande för patientnämnden i Liv och fullmäktigeledamot i liv (Värmlands läns landsting).